# Bataille de Dyrrachium (1081)
Vous lisez un « bon article » labellisé en 2016.
Pour les articles homonymes, voir Bataille de Dyrrachium et Bataille de Durrës.
Guerres byzantino-normandes
Batailles
- Cannes (1018)
- Olivento (1041)
- Montemaggiore (1041)
- Montepeloso (1041)
- Bari (1068-1071)
- Dyrrachium (1081)
- Larissa (1083)
- Dyrrachium (1107-1108)
- Brindisi (1156)
- Thessalonique (1185)
- Démétritzès (1185)

La bataille de Dyrrachium, près de l’actuelle Durrës, en Albanie, eut lieu le 18 octobre 1081 et opposa l’Empire byzantin sous la conduite de l’empereur Alexis Ier Comnène et les Normands d’Italie du Sud, dirigés par Robert Guiscard, duc d’Apulie et de Calabre. L’affrontement, qui se termina par la victoire des Normands, se produisit aux abords de la ville de Dyrrachium (aussi connue sous le nom de Durazzo), capitale byzantine de l’Illyrie.
Après la conquête de l’Italie byzantine et de la Sicile sarrasine par les Normands, l’empereur byzantin, Michel VII, fiança son fils à la fille de Robert Guiscard. La déposition de l’empereur Michel fournit à Robert Guiscard le prétexte qu’il cherchait pour envahir l’Empire byzantin en 1081. Son armée mit le siège devant Dyrrachium, mais sa flotte fut défaite par les Vénitiens. Le 18 octobre, les Normands engagèrent le combat contre l’armée byzantine commandée par l’empereur Alexis à l’extérieur de la ville. Au début, l’aile droite de l’armée byzantine réussit à mettre en déroute l’aile gauche des Normands. Les mercenaires varègues se joignirent aux forces byzantines dans la poursuite des fugitifs mais furent rapidement isolés du gros des troupes et massacrés. Les chevaliers normands au centre des troupes attaquèrent alors le centre de l’armée byzantine, la battirent et la mirent en déroute.
Cette victoire permit aux Normands de s’emparer de Dyrrachium en février 1082 et d’avancer vers l’intérieur, s’emparant de la plus grande partie de la Macédoine et de la Thessalie. Mais Robert Guiscard dut bientôt quitter la Grèce, l’empereur romain germanique, Henri IV ayant attaqué le pape Grégoire VII, son allié. Guiscard laissa son fils Bohémond avec la responsabilité des troupes de Grèce. Après une série de succès sur l’empereur, Bohémond fut cependant défait par celui-ci près de Larissa. Forcé de retourner en Italie, Bohémond perdit successivement tous les territoires gagnés initialement par les Normands au cours de cette campagne. Ce fut le début de la restauration de l’Empire sous les Comnènes.

## Toile de fond

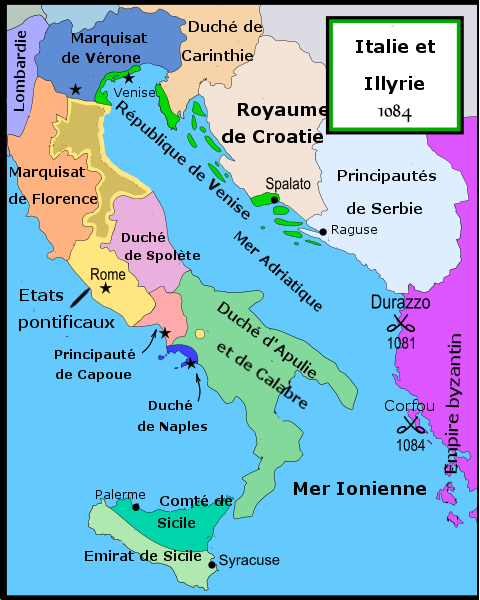
L'Italie et les Balkans en 1084.

Les Normands venus du nord de la France arrivèrent dans le sud de l’Italie en 1015 et se mirent d’abord au service des seigneurs lombards de la région comme mercenaires. Recevant des terres en échange de leurs services, les Normands furent rapidement suffisamment puissants pour contester l’autorité du pape ; celui-ci fut défait lors de la bataille de Civitate en 1053 et dut reconnaître l’autorité normande,,. En 1059, lors du concile de Melfi, le pape Nicolas II fit de Robert Guiscard, qui appartenait à la famille des Hauteville, duc d’Apulie, de Calabre et de Sicile. Toutefois, une grande partie de l’Apulie et de la Calabre était encore entre les mains des Byzantins, alors que la Sicile appartenait aux Sarrasins.
En 1071, Robert et son frère Roger s’étaient emparés du dernier château fort byzantin en Italie, Bari. L’année suivante ils conquirent l’ensemble de la Sicile, mettant fin à l’émirat islamique de Sicile. L’empereur Michel VII Doukas envoya en 1073 une ambassade pour proposer une union entre son fils, Constantin Doukas, et la fille de Robert, Hélène,. Guiscard accepta et envoya sa fille à Constantinople. Toutefois, la déposition de Michel VII en 1078 par Nicéphore Botaniatès mit fin aux chances d’Hélène d’accéder au trône,. Ceci fournit à Guiscard le prétexte qu’il cherchait pour envahir l’empire alléguant que sa fille avait été maltraitée. En outre, il s'appuya sur le fait qu'un moine, dénommé Rector, prétendait être l'empereur déchu, pour se poser en défenseur des droits de celui-ci, bien que cette histoire fut sûrement inventée de toutes pièces pour légitimer son intervention,. Toutefois, une révolte en Italie le força à retarder ses projets,.
Après avoir conscrit tous les hommes en âge de porter les armes, Guiscard remit son armée en état. En même temps, il envoya une ambassade à Constantinople avec comme instructions de réclamer un traitement adéquat pour Hélène et de s’assurer de l’appui du domestique des Scholes (général impérial stationné à Constantinople), Alexis Comnène. Le résultat de ces démarches n'est pas connu, mais il est certain que l’ambassadeur se fit rapidement un ami d'Alexis. Pendant son retour, il apprit que celui-ci avait déposé Botaniatès et avait accédé au trône sous le nom d’Alexis Ier.
L’ambassadeur tenta de persuader Robert Guiscard que le nouvel empereur désirait sincèrement la paix avec les Normands, mais n'y parvint pas et fut sanctionné pour cela. Ce n’était pas ce que cherchait Guiscard ; il envoya plutôt son fils Bohémond en avant-garde en Grèce. Bohémond débarqua à Aulon où il fut bientôt suivi par son père,,,.

## Préludes

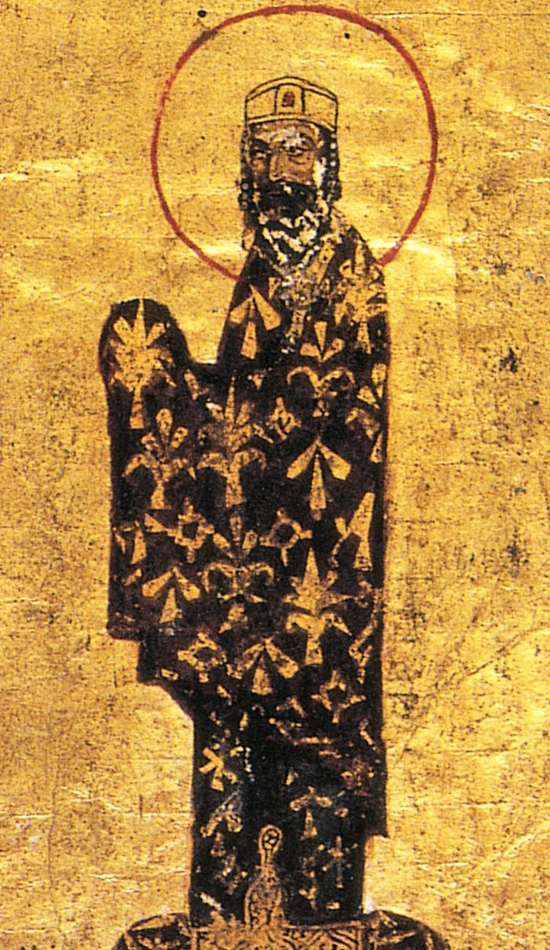
Portrait d'Alexis I, miniature d'un manuscrit de la Panoplie dogmatique d'Euthyme Zigabène, XIIe siècle, Bibliothèque apostolique vaticane, Vat.gr.666, f.2r.

La flotte normande composée de 150 navires selon Anne Comnène (avec plusieurs dizaines d'embarcations équivalents modernes des péniches de débarquement), dont 60 transportaient les chevaux, appareilla en direction de l’empire byzantin à la fin mai 1081 (les chroniqueurs normands estiment que la flotte est moitié moins importante). L’armée comprenait 30 000 hommes renforcés par 1 300 chevaliers normands selon Anne Comnène mais seulement 15 000 hommes selon Pierre le Diacre et 10 000 selon Ordéric Vital,. Elle se dirigea d’abord vers Aulon en territoire byzantin où elle fut rejointe par plusieurs autres navires de Raguse (aujourd’hui Dubrovnik), république des Balkans ennemie de Byzance.
Après avoir quitté Aulon, Guiscard se dirigea vers Corfou qui dut capituler en raison de la faiblesse de sa garnison. Ayant ainsi créé une tête de pont pour recevoir des renforts d’Italie, il avança vers Dyrrachium, capitale et port principal de l’Illyrie,. La cité était bien pourvue en défense, s’allongeant sur une étroite péninsule parallèle à la côte dont elle était séparée par des marais. Guiscard fit monter le camp sur la péninsule face aux remparts de la ville. Cependant, alors que la flotte s’apprêtait à faire voile vers Dyrrachium, elle fut prise dans une violente tempête et plusieurs bateaux coulèrent,.
Pendant ce temps Alexis, ayant appris que les Normands s’apprêtaient à envahir le territoire byzantin, fit appel au doge de Venise, Domenico Selvo, demandant son aide en échange de droits de commerce. Le doge, craignant que les Normands ne contrôlent le détroit d’Otrante, prit la tête de la flotte vénitienne et attaqua celle de Bohémond à la tombée de la nuit. Les Normands contre-attaquèrent avec courage, mais leur inexpérience des batailles navales les perdit. La flotte vénitienne, forte de sa propre expérience, attaqua en formation serrée, dite « port de mer », et grâce au feu grégeois parvint à disperser la flotte normande et à entrer dans le port de Dyrrachium, levant le siège maritime,,,.

## Le siège de Dyrrachium
Robert Guiscard, que ne découragea pas cette défaite navale, mit le siège devant Dyrrachium. La garnison était commandée par le général Georges Paléologue, soldat expérimenté envoyé par Alexis avec l’ordre de résister coûte que coûte jusqu’à ce que l’empereur puisse réunir une armée et venir libérer la cité.
Pendant ce temps, une flotte byzantine arriva qui, après s’être jointe à la flotte vénitienne, attaqua la flotte normande et la mit en déroute. La garnison de Dyrrachium pour sa part résista tout l’été en dépit des catapultes, balistes, fracasseurs et autres engins de siège de Guiscard. Elle fit de nombreuses sorties ; au cours de l’une d'elles le général Paléologue combattit toute la journée avec une pointe de flèche dans le crâne, blessure dont il se remit avec des séquelles douloureuses. Une autre sortie permit de démolir la tour de siège érigée par Guiscard en la brûlant par des flèches.
La maladie (probablement la variole) se répandit dans le camp normand, faisant selon l’historienne Anne Comnène, 10 000 victimes dont 500 chevaliers. Toutefois, la situation de la garnison de Dyrrachium devenait désespérée à la suite des assauts des armes de siège normandes. En outre, les habitants étaient semble-t-il divisés sur la nécessité d'une résistance prolongée car Robert Guiscard fit défiler devant les murailles un homme qui prétendait être l'empereur déchu Michel VII Doukas, pour justifier sa légitimité à intervenir,. Alexis ayant appris cette position fragile alors qu’il était encore à Salonique avec son armée, vint attaquer les Normands avec toutes ses forces. Alors même que l'Empire était menacé sur d'autres fronts (par les Petchénègues et les Seldjoukides), Robert Guiscard était le plus menaçant, allant jusqu'à remettre en cause la légitimité impériale d'Alexis et cherchant directement à s'emparer de Constantinople. Selon Anne Comnène, Alexis disposait d’environ 20 000 hommes ; l’historien John Haldon estime leur nombre à entre 18 000  et   20 000 alors que John Birkenmeier parle plutôt de 20 à 25 000 hommes. L’armée d’environ 5 000 hommes venait des tagmatas de Thrace et de Macédoine. À cela s’ajoutaient des unités d’élite des excubites et des vestiaires soit environ 1 000 hommes, quelque 2 800 hommes appelés manichéens (des hérétiques bogomiles organisés en unités militaires), une cavalerie de Thessalie, des conscrits en provenance des Balkans, des troupes d’infanterie arméniennes et d’autres troupes légères. Aux forces provenant du territoire byzantin s’ajoutaient quelque 2 000 mercenaires turcs et 1 000 mercenaires francs commandés par Constantin Humbertopoulos, environ 1 000 Varègues commandés par Nampitès et 7 000 auxiliaires turcs envoyés par le sultanat seldjoukide de Roum. Alexis retira également les forces d’Héraclée du Pont et des forces protégeant les dernières positions byzantines d’Asie mineure qu’il abandonna ce faisant aux Turcs,.

## La bataille

### Les premiers engagements
Ayant quitté Salonique, Alexis vint installer son camp sur le fleuve Charzanès près de Dyrrachium le 15 octobre,. Il tint alors un conseil de guerre pour solliciter l’avis de ses généraux au nombre desquels figurait Georges Paléologue qui avait réussi à quitter la ville. La majorité des officiers, y compris Paléologue, préconisaient la patience, arguant que le temps jouait en faveur de l’empereur. Ce dernier voulait plutôt attaquer immédiatement, influencé par de très jeunes généraux comme Nampitès et Léon Diogène (qui avait moins de quinze ans), et prendre l’armée de Guiscard à revers pendant qu’elle assiégeait encore la ville. Alexis fit prendre position à ses troupes sur les collines situées face à la ville, espérant attaquer les Normands le lendemain,.

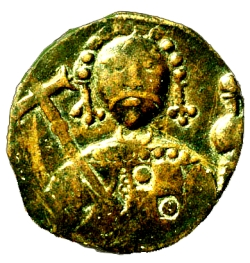
Pièce de monnaie à l'effigie de Robert Guiscard

Toutefois, Guiscard informé par ses espions de l’arrivée d'Alexis dans la nuit du 17 octobre, fit passer ses troupes de la péninsule vers la terre ferme (pour éviter les marécages nombreux dans la région). Informé de cette manœuvre, Alexis révisa ses plans et divisa son armée en trois ailes, celle de gauche sous le commandement de Grégoire Pakourianos, celle de droite sous celui de Nicéphore Mélissène pendant que lui-même commandait le centre. Guiscard disposa ses forces devant celles d’Alexis, le comte de Giovinazzo commandant l’aile droite légèrement en biais, Bohémond l’aile gauche et lui-même le centre, face à l’empereur, tandis qu'il fit brûler ses propres vaisseaux pour prévenir toute fuite de ses troupes.
Les Varègues avaient ordre de marcher devant la ligne principale, un régiment imposant d’archers et de lanciers positionné à courte distance derrière eux. Les archers devaient venir se placer devant les Varègues, tirer une volée de flèches et revenir à leur position initiale, tactique que les archers devaient répéter jusqu’à ce que les deux armées viennent en contact.
Alors que les armées s’approchaient l’une de l’autre, Guiscard envoya un détachement de sa cavalerie, laquelle avait pris position au centre, feindre une attaque sur les positions byzantines. Il espérait que cette manœuvre arrêterait les Varègues ; toutefois ce plan échoua lorsque la cavalerie dut se retirer devant les archers. L’aile droite de l’armée normande chargea soudainement vers le point où le centre et la droite des Byzantins se rejoignaient, dirigeant son attaque vers le flanc gauche des Varègues. Les Varègues tinrent bon pendant que l’aile gauche byzantine, comprenant certaines des troupes d’élite d’Alexis, attaquait les Normands. La formation normande se désagrégea et les Normands en déroute s’enfuirent vers la plage. C’est là que, selon Anne Comnène, la femme de Guiscard, Sikelgaita, les rassembla, « ressemblant à une nouvelle Pellas, sinon à une seconde Athéna,, ».

### L'effondrement des Byzantins

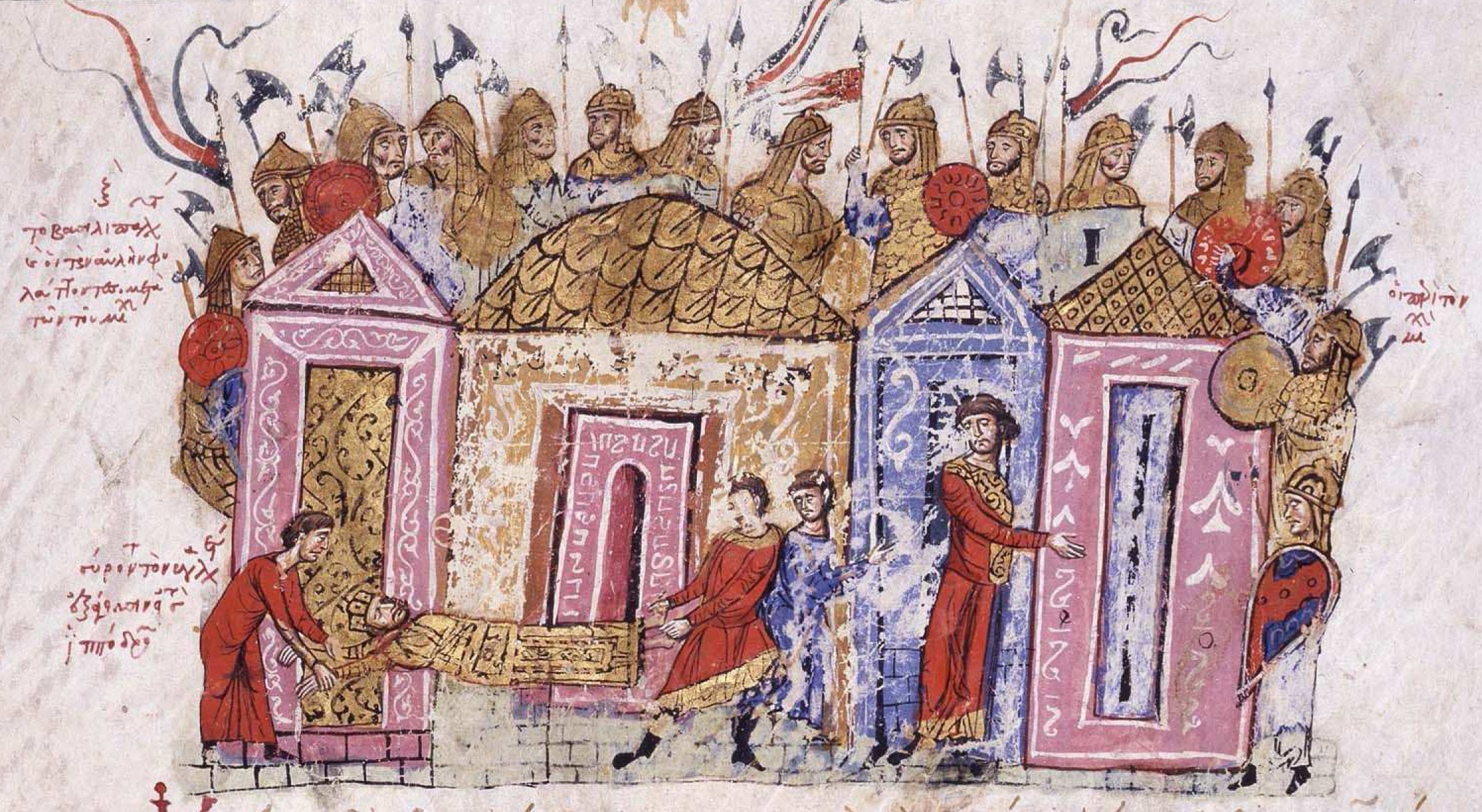
La garde varègue, miniature des Chroniques de Skylitzès, Bibliothèque nationale d'Espagne, vers 1150-1175.

Pendant ce temps, la droite et le centre de l'armée byzantine étaient engagés dans des escarmouches avec les Normands qui leur faisaient face. Toutefois, lorsque la droite normande se fut effondrée, les chevaliers risquèrent d’être débordés. C’est à ce moment que les Varègues, constitués en majeure partie d’Angles et de Saxons qui avaient quitté l’Angleterre après la conquête normande, se mirent à leur tour à poursuivre l’aile droite normande. Les Varègues attaquèrent alors les chevaliers normands avec leurs énormes haches de guerre (dites « fracasseurs ») et ceux-ci furent repoussés, leurs chevaux ayant été pris de panique. Les Varègues se trouvèrent bientôt séparés du gros des forces et, épuisés, ne purent faire face à un assaut. Guiscard envoya alors un imposant détachement de lanciers et d’arbalétriers contre le flanc des Varègues où ils firent de nombreuses victimes. Les quelques Varègues survivants s’enfuirent vers l’église de l’archange Michel. Les Normands mirent immédiatement le feu à l’édifice et tous les Varègues périrent dans l’incendie, ce qui constitua un choc important pour l'Empire byzantin dont les Varègues formaient l'élite,,,,.
Georges Paléologue tenta une sortie hors de Dyrrachium mais ne put sauver la situation. Bien plus, Constantin Bodin, roi de Dioclée, formellement vassal de l’empereur Alexis, fit défection. Les Turcs qui lui avaient été fournis par le sultan Süleyman Ier Shah suivirent l’exemple de Constantin et désertèrent,,.
Sans l'aile gauche qui poursuivait toujours les Normands, le centre de l'armée byzantine était exposé. Guiscard en profita pour y envoyer sa cavalerie. Celle-ci commença par mettre en fuite l’avant-garde avant de se disperser en plus petits détachements et de charger les lignes byzantines en divers points. Ne pouvant tenir, celles-ci se brisèrent et les Byzantins s’enfuirent pendant que le camp impérial, resté sans protection, tombait aux mains des Normands,.
Alexis et sa garde résistèrent tant qu’ils purent mais durent finalement se replier. Pendant cette retraite, Alexis se trouva séparé de sa garde et fut attaqué par les soldats normands. Durant la fuite, il fut blessé au front et, bien qu'il eût perdu beaucoup de sang, parvint tout de même à rejoindre Ohrid où il regroupa son armée,,,,.

## Les conséquences
Selon Élisabeth Malamut, cette défaite reflète les lacunes stratégiques d'Alexis ainsi que la confiance excessive qu'il place dans des généraux très jeunes et inexpérimentés comme Nampitès, le commandant des Varègues, âgé seulement de dix-huit ans. Ainsi, lors du conseil de guerre qui précéda la bataille, il ne retint pas l'avis de généraux plus expérimentés comme George Paléologue qui conseillaient une approche prudente et un harcèlement des troupes adverses plutôt que de se lancer dans une bataille rangée. Selon John Haldon, « Alexis était sûrement un bon tacticien mais il fut trahi par l'indiscipline de ses troupes, notamment quand elles poursuivirent les flancs vaincus des Normands, ce qui constituait une erreur majeure dans les manuels de tactique byzantine. Il ne parvint pas non plus à bien apprécier l'efficacité de la charge des chevaliers normands, qui réussirent à percer les lignes byzantines sans rencontrer de réelle résistance ».
Cette bataille constituait une sérieuse défaite pour Alexis. L’historien Jonathan Harris considère qu’elle fut « aussi sérieuse que celle de Manzikert ». Il perdit ainsi près de 5 000 hommes, y compris la majeure partie de ses Varègues ainsi que des généraux comme Nicéphore Paléologue ou Constantin, le fils de Constantin X Doukas,. On ignore combien d’hommes les Normands perdirent mais, aux dires de John Haldon, ce nombre devait être substantiel puisque l’aile droite et l’aile gauche se brisèrent et furent mises en fuite. Pour l’historien Robert Holmes, « la nouvelle tactique des chevaliers de charger avec leur lance couchée, c’est-à-dire bien calée sous le bras pour conjuguer les forces de l’homme et du cheval devait s’avérer un atout majeur. »
Georges Paléologue pour sa part ne put rentrer dans la ville après la bataille et quitta le terrain avec le gros des troupes. La défense de la citadelle fut ainsi laissée aux Vénitiens pendant que la ville elle-même était dirigée par un Albanais du nom de Komiskortes,.
En février 1082, Dyrrachium devait tomber après qu’un Vénitien ou Amalfitain eut ouvert les portes de la ville aux Normands,. L’armée normande put alors s’emparer de la plus grande partie du nord de la Grèce sans rencontrer de résistance sérieuse. Cependant, alors que Guiscard se trouvait à Kastoria, des messagers arrivèrent d’Italie pour annoncer que l’Apulie, la Calabre et la Campanie s’étaient révoltées. Il apprit en même temps qu’Henri IV, empereur du Saint-Empire, était aux portes de Rome et assiégeait le pape Grégoire VII, un allié des Normands,. Alexis avait en effet négocié une alliance avec Henri au terme de laquelle, moyennant 360 000 pièces d’or, ce dernier avait envahi l’Italie et attaqué le pape. Guiscard rentra alors précipitamment en Italie, laissant Bohémond aux commandes de l’armée de Grèce,,,.
Alexis qui, en raison du prix de cette alliance, était en grande difficulté financière entreprit de confisquer des trésors de l'Église, suscitant la désapprobation de celle-ci,,. Ceci lui permit de rassembler une armée près de Salonique avec laquelle il put attaquer Bohémond. Toutefois, Bohémond réussit à remporter deux batailles sur Alexis, l’une à Ioannina (mai 1082) et l'autre à Arta (juillet 1082), à chaque fois en surmontant les tentatives des Byzantins de contrecarrer les chevaliers normands. Ceci donnait à Bohémond le contrôle de la Macédoine et de presque toute la Thessalie,,. Bohémond fit alors avancer son armée vers la ville de Larissa. Alexis, qui avait réussi à lever une nouvelle armée et pouvait aussi compter sur 7 000 Turcs seldjoukides envoyés par le sultan, avança vers cette ville où il défit les Normands, pratiquant l'embuscade plutôt que de les défier en terrain ouvert comme à Dyrrachium,,,. Démoralisée, l’armée normande qui n’avait pas touché de solde depuis longtemps se retrancha sur la côte d’où elle fit voile vers l’Italie,. En 1084, Robert Guiscard tenta une dernière fois d'attaquer l'Empire, s'emparant de Corfou avant de mourir en juillet 1085, ce qui mit un terme à la menace normande. Pour les remercier de leur aide, Alexis accorda aux Vénitiens une concession à Constantinople, assortie de privilèges commerciaux importants, notamment l'exemption de kommerkion, la taxe grevant la circulation et la vente des marchandises. En retour, les Vénitiens reprirent Dyrrachium et Corfou qu'ils remirent à l’Empire. Ces victoires marquaient le retour de l’Empire au statu quo en même temps que s’amorçait la restauration des Comnène,.